# El pequeño tamborilero
«El pequeño tamborilero», conocido en Hispanoamérica como «El niño del tambor» y en España, Chile y Colombia como «El tamborilero», es una canción de Navidad popular épica, cuya letra relata la historia imaginaria de un niño que se gana la vida con un tambor y que, no teniendo nada con que obsequiar al neonato Mesías en la Nochebuena, decide darle una serenata con su instrumento como prueba de amor, hecho ante el cual el Recién Nacido le mira y le sonríe dándole a entender que ha comprendido la intención.

## Importancia
Como el célebre «Noche de paz», «El pequeño tamborilero» es actualmente uno de los villancicos (como canción navideña, no según la fórmula poética tradicional española) más populares e interpretados de Occidente, cuyas letras más conocidas son las escritas en español y en inglés.

## Historia
Hasta el momento, la noción de atribución de autoría más antigua probada que se tiene de «El pequeño tamborilero» data de 1941, cuando la pianista Katherine Kennicott Davis (1892-1980), natural de St. Joseph (Misuri), manuscribe la canción, titulándola Carol of the Drum («Villancico del tambor»). Se dice que fue transcrita de un supuesto original checo, del que adapta libremente la letra al inglés y la publica bajo el seudónimo de C.R.W. Robertson. A partir de 1955, la canción adquirió cierta popularidad después de que la célebre Familia Trapp grabase una versión y se publicaran hojas volantes para divulgar su letra y música. Sin embargo, la música y letra final en inglés se atribuyen tanto a Katherine Davis como a Henry Onorati y Harry Simeone. En la versión en lengua española fue sobre todo popularizada por el cantante Raphael en la década de 1960.

## Origen y dudas sobre la autoría
El tema argumental de la canción tiene su antecedente en una ópera que Jules Massenet compuso en 1902, y que a su vez recoge la trama de un cuento de Anatole France en el que recrea una leyenda francesa del siglo XII titulada Le Jongleur de Notre Dame (El juglar de Nuestra Señora). Tal leyenda narra cómo un juglar entona su canto ante una estatua de la Virgen María y ésta le sonríe o le arroja una rosa, según las diferentes versiones de la historia. Musicalmente hablando, también parecen reforzar la teoría de la melodía checa (o, al menos, ajena a la pluma de la propia Katherine K. Davis), ya que, como algunos musicólogos han puesto de relieve, la melodía se basa en compases de los llamados de "amalgama", o mezclas de tempo, en este caso ternario y binario, que permitan "frasear" perfectamente el texto y la música. Ésta cuestión fue ignorada por la pianista al transcribir su versión, sin duda porque la escritura de una canción en estas condiciones para adaptar la prosodia de la letra impuesta a la melodía, excedía las posibilidades de su técnica. Esto se basa en la evidencia interna ya que al cantarla hay que forzar la prosodia para que encaje con la melodía, o viceversa, con respecto a lo que aparece escrito, lo cual no debería darse de haber sido ambas concebidas para formar una unidad; este hecho suele escapar al oído profano en la materia, pero no al del compositor o el poeta profesionales). Esto es observable en el manuscrito original de la autora.